# Fusarium chlamydosporum
Fusarium chlamydosporum es un hongo del género Fusarium de la familia Nectriaceae y del orden Hypocreales.
Fusarium chlamydosporum se ha identificado como un patógeno tanto en plantas como en animales, incluyendo al humano.Al igual que otras especies de Fusarium, se transmite por el suelo y provoca enfermedades en numerosos cultivos de gran importancia económica, incluyendo leguminosas, cereales y hortalizas.Su patogenicidad se atribuye en parte a las muchas micotoxinas y metabolitos secundarios que es capaz de producir, como la beauvericina y el clamidosporol.
Filogenéticamente, F. chlamydosporum forma parte del complejo de especies homónimo, que incluye además otras siete especies, como F. atrovinosum y F. nelsonii, todas con un amplio nicho ecológico. Asimismo, este complejo está estrechamente relacionado (es hermano) con el complejo de especies de F. aywerte.